# Potentiel évoqué
Pour les articles homonymes, voir ERP.
Un potentiel évoqué (PE, dit aussi ERP pour l'anglais Event-Related Potential) désigne la modification du potentiel électrique produite par le système nerveux en réponse à une stimulation externe, notamment sensorielle (un son, une image, etc.) mais aussi à un événement interne, notamment une activité cognitive (attention, préparation motrice, etc.) et enregistré grâce à des techniques comme l'électroencéphalographie (EEG) ou la magnétoencéphalographie (MEG). Les potentiels évoqués sont utilisés en neurophysiologie humaine et animale pour comprendre l'organisation fonctionnelle du système nerveux dans la recherche en neurosciences et tester son intégrité dans le cadre d'examens médicaux en neurologie. Ces signaux électriques étant en général très faibles (de l'ordre du microvolt), il est souvent nécessaire de répéter l'enregistrement un grand nombre de fois de façon à moyenner toutes ces mesures pour augmenter le rapport signal sur bruit et obtenir une caractérisation fiable du potentiel évoqué. Le potentiel peut alors être décrit par différents paramètres comme son amplitude, sa latence, etc.

## Histoire
La première description d'un potentiel évoqué cérébral est due au médecin Richard Caton qui en 1875, a publié une note dans la revue de l'association médicale britannique dans laquelle il décrit pour la première fois comment un galvanomètre placé sur le cerveau de lapins dont il avait retiré l'os du crâne, permet de mesurer des « courants électriques de la matière grise [qui] semblent avoir une relation avec ses fonctions ». Plus de 50 ans après, l'inventeur de l'EEG, l'Allemand Hans Berger, rendra hommage à Richard Caton pour ce travail précurseur. Le premier véritable enregistrement sensoriel ERP fut réalisé par Pauline et Hallowell avis en 1935. Ce n’est qu’en 1964 que le neurophysiologiste William Grey Walter a signalé la première composante ERP cognitive. En 1965, la composante P3 fut découverte. Il s’agit d’une composante qui atteint son pic d’amplitude 300 ms après la présentation d’un stimulus cible présenté parmi des stimuli qui comprennent des distracteurs.  En 1980, les recherches en ERP deviennent de plus en plus fréquentes en raison d’un faible coût des ordinateurs ainsi qu’une explosion générale des recherches en neuroscience cognitive. 

## Technique
Les potentiels évoqués sont une technique qui permet d’extraire des réponses neuronales associées à des événements sensoriels, cognitifs et moteurs en utilisant une technique de moyennage de l'activité électrique recueillie sur l’ensemble de l’EEG. Ces réponses spécifiques sont appelées event-related potentials (ERP) pour dénoter le fait qu’ils sont associés à un événement spécifique.  

### Description d'un potentiel évoqué
Les potentiels évoqués peuvent être mesurés grâce à des techniques, telles que l’électroencéphalographie, qui peuvent mesurer deux types d’activité électrique associés aux neurones. D’abord, le potentiel d’action constitue l’activité électrique du cerveau. Il s’agit de la propagation de l’influx nerveux le long de l’Axone ainsi que la propagation du potentiel d’action de cellule en cellule. Ensuite, le potentiel post synaptique est responsable d’un changement de gradient de potentiel électrochimique à travers la membrane cellulaire. Il s’agit d’un changement de concentration d'ions de part et d’autre de la membrane. Ces deux types de potentiels peuvent être enregistrés si une électrode est placée dans l’espace intercellulaire du cerveau. Toutefois, dans la majorité des cas, les électrodes de surface ne peuvent pas détecter les potentiels d’action. Ainsi, l’ERP reflète davantage le potentiel post synaptique que le potentiel d’action.

## Potentiel évoqué, exogène, endogène, induit
Certains auteurs font parfois la distinction entre event-related potential (traduit en « potentiel cognitif lié à un événement » ou potentiel évoqué « endogène ») qui désigne les changements de potentiel électrique associés à un processus mental donc d'origine cérébrale et non directement liée à un stimulus et evoked potential (ou potentiel évoqué « exogène ») qui désigne les modifications neuroélectriques consécutives à une stimulation externe et observables aussi bien dans le système nerveux périphérique que dans le système nerveux central. Néanmoins l'usage n'est pas strict et dans le domaine des neurosciences cognitives, le terme potentiel évoqué est souvent utilisé de façon générique.
Une autre distinction, introduite plus récemment, concerne la manière dont sont obtenus ces signaux. En effet l'ordinateur permet aujourd'hui de calculer plus qu'une simple moyenne à partir des mesures électrophysiologiques. Ainsi il a été proposé d'appliquer des opérations de traitement du signal, notamment des transformées spectrales, qui permettent d'obtenir une caractérisation des oscillations neuronales donnant lieu à ce qu'on appelle un potentiel « induit » : ce type de potentiel reste dépendant du signal, mais il manifeste un décalage temporel qui résulte du traitement neurophysiologique du signal et n'est plus parfaitement synchrone de l'événement étudié.

### Formes du potentiel évoqué
Les formes d’ondes de l’ERP s’illustrent par une séquence de déviations positives et négatives que l’on nomme pic, vague ou composante. Les trois composantes de l’ERP sont l’amplitude qui permet d'observer la grandeur de l'onde, la latence qui démontre l'intervalle de temps entre un stimulus et une réaction puis la polarité qui démontre la différence entre les pôles d'une composante électrique. Les P et N indiquent l’aspect positif ou négatif de la composante et le nombre indique leur emplacement dans l’onde . La P1 est obligatoirement une réponse sensorielle provoquée par un stimulus visuel, peu importe la tâche. Elle est appelée «composante exogène» puisqu’elle indique la dépendance aux facteurs externes physiques (ex. : la présentation de couleurs). Au contraire, la composante P3 dépend entièrement de la tâche. Elle n’est pas directement influencée par les propriétés physiques du stimulus, on l’appelle «composante endogène». Plusieurs facteurs peuvent influencer les formes d’onde : l’emplacement et l’orientation des électrodes, l’âge, la consommation de drogue, les psychopathologies et la personnalité. 

### Principaux potentiels évoqués
- Potentiels évoqués exogènes :
  - Les potentiels évoqués auditifs, visuels, tactiles... sont constitués d'une série d'ondes négatives et positives (N1, P2, etc.) qui reflètent l'activité des régions sensorielles (et parfois associatives) du cortex cérébral.

Par exemple,
- - L'onde N170 observée en réponse à la présentation de l'image d'un visage (voir l'article Perception des visages)
  - La négativité de discordance (mismatch negativity, MMN ou encore N2a ) observée lorsqu'un stimulus déviant (inattendu) est inséré au sein d'une série régulière de stimuli identiques.
- Potentiels évoqués endogènes :
  - L'onde P300 (ou P3) observée dans de nombreuses tâches cognitives, par exemple lorsque le sujet doit détecter des stimuli « cibles » au sein d'une série de différents stimuli comprenant des distracteurs (tâche dite de oddball).
  - N400 lié au traitement linguistique, au contenu ou représentation sémantique. Elle reflète la force de l'association auquel un concept est relié dans un contexte sémantique.
  - Variation contingente négative (VCN) observée en anticipation d'un événement
  - Potentiel de préparation motrice (Bereitschaftpotential, BP, ou readiness potential, RP) qui précède un mouvement.

## Revue en détail des PE exogènes
Il existe plusieurs types de potentiels évoqués: visuels (PEV), auditifs (PEA), moteurs (PEM), somesthésiques (PES) et laser (PEL). 

### Potentiel évoqué visuel (PEV)
Les potentiels évoqués visuels étudient le fonctionnement des voies visuelles, principalement celui du nerf optique en lien avec une stimulation visuelle. Ils sont aussi utilisés dans d'autres circonstances, par exemple lorsqu'il y a une baisse prononcée de l'acuité visuelle ou à la suite d'un traumatisme crânien, un accident vasculaire cérébral(AVC), un diagnostic de sclérose en plaques, etc,.
L'intérêt est de tester les voies optiques, soit par visualisation de motifs alternés types "damiers", soit par Flash lumineux. L'enregistrement s'effectue au niveau du Cortex Visuel (montage type 10/20 simplifié avec comme Terre : Fz, Oz et Cz). On observe les variations de P100 (pointes ondes avec une latence de 100)
Indications :
1. Lésions du Nerf Optique = Cécité monoculaire.
2. Lésions de la Bandelette Optique, Radiation Optique ou Cortex Visuel = Hémianopsie latérale.
3. Lésions Chiasma Optique = Hémianopsie bi-temporale.

### Potentiel évoqué auditif (PEA)
Les potentiels évoqués auditifs (PEA) étudient le fonctionnement des voies auditives le long du chemin de l'information auditive (oreille interne, nerf auditif, tronc cérébral, cortex temporal auditif). Les PEA sont utilisés dans l'évaluation de la surdité, des troubles de l'équilibre, d'un bilan d'éveil de coma ou encore à la suite d'une lésion du tronc cérébral.
L'intérêt est de vérifier les voies auditives à l'aide d'une stimulation monoaurale (ondes carrés 50 à 90 dB sur une seule oreille). L'enregistrement se fait au niveau du Nerf Auditif, du Tronc Cérébral et au niveau du cuir chevelu (potentiel évoqué cortical).
Indications : 
1. Détermination du seuil auditif.
2. Hypoacousie unilatérale.
3. Atteinte endo-cochléaire.
4. Atteinte rétro-cochléaire.
5. Lésions du tronc cérébral.

### Potentiel évoqué moteur (PEM)
Finalement, les potentiels évoqués moteurs (PEM) étudient le fonctionnement des voies motrices lorsque l'on suspecte une atteinte à la moelle épinière. À la suite d'une stimulation magnétique du cortex à l'aide d'une bobine magnétique, les potentiels évoqués moteurs des muscles sont recueillis à l'aide d'électrodes autocollantes placées principalement sur la main ou la jambe, et parfois le bras. 
Cette méthode permet de contrôler les voies motrices pyramidales et le temps de conduction motrice. Ce potentiel est différent des autres dans sa pratique: en effet le patient est exposé à une stimulation magnétique (dépolarisation cellulaire) et aucun moyennage n'est possible pour cet examen.

### Potentiel évoqué somesthésique (PES)
Les potentiels évoqués somesthésiques étudient le fonctionnement des voies de la sensibilité en mesurant la sensibilité tactile sur certaines parties du corps, principalement du poignet ou de la cheville. La mesure de la conduction des influx nerveux permet de localiser une atteinte des voies de la sensibilité lorsqu'une anomalie au niveau de la moelle épinière est suspectée ou encore pour authentifier une paresthésie,. Les voies somesthésiques (nerf périphérique, moelle épinière, cortex sensitif) peuvent être stimulée en plusieurs zones. On choisira souvent le nerf médian du poignet. Les enregistrements s'effectuent alors au niveau médullaire, cervical et encéphalique. Ce potentiel est étudié dans le cas d'une pathologie des nerfs périphériques ou au niveau des structures médullaires (Myélopathie, Syringomyélie, sclérose en plaques). Ces dernières techniques sont issues de l'observation de cas concrets dans des centres spécialisés en Neurologie ou des Centres d'imagerie EEG.

### Potentiel évoqué laser (PEL)
Les potentiels évoqués laser (PEL) étudient le fonctionnement des voies de la sensibilité thermique et de la douleur des fibres, mais de petit calibre, c’est-à-dire, de petit diamètre
. Malgré son usage moins fréquent, elle est actuellement la seule technique électrophysiologique non invasive qui étudie spécifiquement les fibres sensitives de petits calibres. 

## Potentiels évoqués et langage
Au niveau du traitement de la linguistique, l’étude des potentiels évoqués permet d’identifier les sous-processus du traitement linguistique, notamment en psycholinguistique. Il existe plusieurs types de potentiels évoqués reliés à différents aspects précis au langage, par exemple l'onde P600, l'onde N400, la LAN et la ELAN.